# Il magnifico irlandese
Il magnifico irlandese (Young Cassidy) è un film del 1965 diretto da Jack Cardiff e John Ford.